# 波特維爾 (密西西比州)
波特維爾（英語：Porterville）是位於美國密西西比州肯珀縣的普查規定居民點。

## 人口
根據2020年美國人口普查的數據，波特維爾的面積為1.01平方千米，皆為陸地。當地共有人口34人，而人口密度為每平方千米33.66人。